# 전예용
전예용(全禮鎔, 일본식 이름: 江原禮三, 1910년 1월 3일 ~ 1994년 7월 4일)은 일제강점기, 대한민국의 관료이다. 고등문관시험에 합격하여 총독부 사회과장, 황해도청 산업부 농업과장, 경성세무서 서무과속, 개성세무서속  등을 거쳐 경기도 광주군수를 지냈다. 해방 후에는 미군정 학무국장 보좌관으로 근무했으며 고려대 강사를 지내기도 했다. 정부 수립 이후에는 외무부 통상국장이 되었다가 서울특별시 부시장이었고 6.25 전쟁 중 서울특별시장 직무대리를 역임했다. 
그밖에 한국은행 부총재와 총재, 건설부장관, 부흥부 장관, 서울대학교 상과대학 강사 등을 지냈다. 서대문출신.

## 생애
서울특별시 서대문구 북아현동 391-1번지 출신으로 일제강점기 당시 은행원이자 기업인이었던 아버지 전성욱과 어머니 이성원의 셋째 아들이었다. 형 인용, 의용은 일본 유학 후 고베상고를 졸업했으며, 동생 전지용은 경성제국대학 법과를 졸업했다. 그밖에 2명의 누이가 있었다.
일본에 유학하여 규슈 제국대학을 졸업하고 고등문관시험에 합격하였다. 일제 강점기 동안 군수직과 조선총독부 사회과 과장, 황해도 산업부 농업과장 등을 지냈다. 1934년 조선총독부 세무부 경성세무감독국 서무과속, 1936년 경기도개성세무서속을 거쳐 1937년 경기도광주군수로 부임하여 1939년까지 재직하였다.
1944년 조선총독부 학무국 사회과장이 되고 1945년 조선총독부 재무부장으로 재직 중 8.15 광복을 맞이하였다. 1945년 9월 2일 미 군정이 설치되자 학무국장 보좌관에 임명되었고, 조선주택영단 이사를 겸임하였다. 1946년 조선주택영단 이사장에 선출되었다. 1946년 미군정 영림국 총무과장에 임명되었다.
1947년 고려대학교 강사가 되었다가 1948년 8월 15일외무부 통상국장에 임명되었다. 1949년 서울특별시 부시장에 임명되었으며 6.25 전쟁 중인 1951년 5월부터 6월에는 서울특별시장직무대리를 역임하였다.
대한민국에서는 한국은행 부총재, 총재와 건설부 장관을 역임했고, 민주공화당 당료로도 활동하여 의장서리를 지냈다. 한국 전쟁이 발발하던 1950년에 서울시 부시장으로 재직 중이었다. 전쟁 발발 사흘 후에 조선인민군이 서울을 점령했을 때, 서울시민들에게 통보 없이 미리 몰래 피난한 일이 있다. 이후 문교부 총무과장, 서울대학교 상과대학 강사 등을 역임했다. 1960년 부흥부 장관을 거쳐 한국은행 총재가 되었다. 1967년 건설부장관이 되었다.
민족문제연구소가 2008년에 발표한 친일인명사전 수록예정자 명단 중 관료 부문에 포함되었다.

## 약력
- 1933년 : 고등문관시험 행정과 합격
- 1937년 : 경기도 광주군 군수
- 1944년 : 조선총독부 학무국 사회과장
- 1945년 : 조선총독부 재무부장
- 1945년 : 미군정 학무부 고문(광복 후)
- 1945년 : 조선주택영단 이사(광복 후)
- 1946년 : 조선주택영단 이사장
- 1948년 : 외무부 통상국장
- 1949년 : 서울시 부시장
- 문교부 총무과장
- 1951년 : 한국은행 부총재
- 1960년 : 부흥부 장관
- 1960년 : 한국은행 총재
- 1961년 : 국제라이온스클럽 한국지구 총재
- 1963년 : 공화당 의장직무대리
- 1964년 : 건설부 장관
- 1967년 : 민주공화당 총재 상의역
- 1968년 : 국제법학회 회장
- 1970년 : 대한상공일보 회장
- 1971년 : 국제법학회 명예회장
- 1980년 : 민주공화당 의장서리
- 1984년 : 민족중흥동지회 회장
- 1987년 : 신민주공화당 상임고문

## 학력
- 1930년 : 경성고등상업학교 졸업
- 1933년 : 규슈 제국대학 법과 졸업
- 1969년 : 경희대학교 경제학 명예박사

## 가족 관계
- 할아버지 : 전학규(全學奎)
- 아버지 : 전성욱(全聖旭, 1877년 5월 20일 ~ 1945년 12월 8일)
- 어머니 : 이성원(李聖媛)
  - 형 : 전인용(全仁鎔, 1894년 ~ ?)
  - 형 : 전의용(全義鎔, 1898년 ~ ?)
  - 동생 : 전지용(全智鎔, 1915년 ~ ?)
  - 동생 : 전신용(全信鎔, 1920년 ~ ?)
  - 누나 : 이름 미상, 육군 대위에게 시집감
  - 여동생 : 전수일(全壽一)

## 참고 자료
- 전예용(全禮鎔) -  한국행정연구원
- “역대 정부부처 장차관 - 건설교통부”. 동아일보. 2007년 8월 9일에 원본 문서에서 보존된 문서. 2008년 5월 27일에 확인함.

| 전임 이석기 (서울특별자유시 행정참사관) | 초대 서울특별시 부시장 1949년 8월 1일 ~ 1951년 9월 15일 | 후임 이익흥 |

| 전임 이기붕 | 서울특별시장 권한대행 1951년 5월 8일 ~ 1951년 6월 26일 | 후임 김태선 |

| 전임 신현확 | 제5대 부흥부 장관 1960년 4월 28일 ~ 1960년 8월 19일 | 후임 주요한 |

| 전임 배의환 | 제5대 한국은행 총재 1960년 9월 8일 ~ 1961년 5월 30일 | 후임 유창순 |

| 전임 정낙은 | 제4대 건설부 장관 1964년 5월 11일 ~ 1966년 12월 27일 | 후임 김윤기 |